# Todo por Chile
Todo por Chile (TPCh) fue una alianza electoral chilena de centroizquierda conformada en febrero de 2023 para presentar candidaturas a las elecciones de consejeros constitucionales que se realizaron el 7 de mayo del mismo año.

## Historia
El Partido Demócrata Cristiano (PDC) definió el 21 de enero acordar una alianza electoral con los partidos que componen la coalición Socialismo Democrático para presentar candidaturas al Consejo Constitucional. En la misma jornada el Partido Radical (PR) acordó concurrir en una lista junto con el Partido Socialista (PS), el Partido por la Democracia (PPD) y el Partido Liberal (PL); el 22 de enero el PL tomó la misma decisión, sin descartar la posibilidad de realizar una lista única de candidatos junto con los partidos de Apruebo Dignidad.
El PPD definió el 28 de enero presentar sus candidatos en una lista que agrupe al Socialismo Democrático, descartando una lista de unidad de los partidos que forman la Alianza de Gobierno. Por su parte, el PS acordó definir el 31 de enero su postura respecto de las alianzas electorales que formarán con los otros partidos de gobierno. El 2 de febrero el PL revirtió su decisión previa y acordó sumarse a la lista que conformen el PS y Apruebo Dignidad. El 6 de febrero fueron inscritos oficialmente en el Servel los pactos bajo los nombres de Unidad para Chile —que reunió a los partidos de Apruebo Dignidad más el PS y el PL— y Todo por Chile que reunió al PPD, el PR y el PDC.La lista no logró elegir consejeros y se disolvió de facto durante el mismo día de las elecciones.

## Composición
Los partidos que formaron Todo por Chile fueron:
| Partido                     | Presidente/a        |
| --------------------------- | ------------------- |
| Partido Demócrata Cristiano | Alberto Undurraga   |
| Partido por la Democracia   | Natalia Piergentili |
| Partido Radical             | Leonardo Cubillos   |

## Resultados electorales

### Elecciones de consejeros constitucionales
| Elección | Votos   | % de votos      | Escaños |
| -------- | ------- | --------------- | ------- |
| 2023     | 877 564 | \| \| 8.95 % \| | 0/50    |
|          | 8.95 %  |                 |         |

Resultados preliminares (Servel) con el   99.99 % escrutado